# Max Verstappen
Max Emilian Verstappen (IPA: [ˈmɑks vɛrˈstɑ.pə(n)]; Hasselt, 1997. szeptember 30. –) belga–holland származású autóversenyző. A 2021-es, 2022-es, 2023-as és 2024-es Formula–1 világbajnokság győztese.
2015-ben debütált a Scuderia Toro Rosso Formula–1-es csapatánál, mint minden idők legfiatalabb pilótája. 2016. május 5-én visszaküldték a Toro Rossóhoz Danyiil Kvjatot, a helyét pedig Verstappen foglalta el, miután az orosz csalódást keltő teljesítményt nyújtott hazai Formula–1-es futamán. A következő versenyt, a Barcelonában rendezett spanyol nagydíjat megnyerte, ezzel pedig minden idők legfiatalabb Formula–1-es dobogósa, és futamgyőztese lett, első hollandként a sportág történetében. 2021-ben világbajnok lett a Red Bull-lal, és ő lett az első holland, aki megszerezte ezt a címet.
Édesapja, Jos Verstappen egykori Formula–1-es pilóta, míg édesanyja, Sophie Kumpen korábbi sikeres gokartversenyző. Nagyapja, Paul Kumpen egykori GT versenyző. Nagybátyja, Anthony Kumpen pedig GT és Le Mans-i 24 órás autóversenyző volt. Párja 2021 óta Kelly Piquet, Nelson Piquet lánya akivel közös gyerekük született 2025 május elsején.

## Pályafutása

### Gyerekkor
Verstappen már kétéves korától fogva quad motorozott a családi házuk kertjében. Az apja vett neki egy gokartot, amikor 4 és fél éves volt. Első versenyét hét évesen nyerte meg, ellenfelei ekkor 11 évesek voltak. Kilenc évesen országos bajnok lett Belgiumban és Hollandiában. Apja, Jos Verstappen visszavonult a Formula–1-es Arrows csapattól azért, hogy a fia karrierjére koncentrálhasson.

### Formula–3
Gyerekkorától gokartozott, 2014-ben, 16 évesen már a Formula–3-ban versenyzett a Van Amersfoort Racing pilótájaként. 6 egymást követő versenyt nyert meg a szériában. Összesen 10 győzelmet szerzett, hatszor esett ki és egy versenyen nem indult. Végeredményben harmadik lett a bajnokságban.

### Formula–1

#### Toro Rosso (2014–2016)
A Fomula 3 és 2 után 2014 augusztusában csatlakozott a Red Bull Junior Team-hez, amely a Red Bull Racing tehetségek felkarolásával foglalkozik. 2014. augusztus 26-án – minden idők legfiatalabbjaként, 16 évesen – a Northamptonshire-i Rockingham versenypályán vezethetett (tesztelhetett) először Formula–1-es versenyautót. Sőt, alig néhány nappal később Rotterdamban egy valamivel kevésbé híres rekordot is sikerült beállítania azzal, hogy összetört egy ilyen versenyautót, de ekkor már bejelentették, hogy a Scuderia Toro Rosso pilótája lesz a 2015-ös szezonban, ahol a francia Jean-Éric Vergne helyét veszi át és a spanyol Carlos Sainz Jr. csapattársa lesz. 17 évesen és 166 naposan ő lett minden idők legfiatalabban debütáló F1-es pilótája, ezzel megdöntve Jaime Alguersuari rekordját, aki szintén a Toro Rosso pilótájaként debütált.
A szezonnyitó ausztrál nagydíjon Verstappen a 6. helyre kvalifikálta magát, 1:31.067-es idővel. A futamot azonban a motor műszaki hibája miatt fel kellett adnia, ezért csak a következő, maláj nagydíjon tudott pontot szerezni, ahol a 7. helyen ért célba, 17 évesen minden idők legfiatalabb pontszerzőjeként. A kínai és bahreini nagydíjakat szintén műszaki hibák miatt volt kénytelen feladni.
A 30. magyar nagydíjon 4. helyen ért célba, ezzel 12 pontot szerzett magának és csapatának. A belga nagydíj időmérőjén csak a 18. rajtkockából indulhatott, viszont a versenyen nyolcadik lett, így újabb 4 pontot szerzett. Az olasz nagydíj időmérőjén a motorcsere miatt leghátra sorolták, majd 12. helyen futott be a versenyen, így nem szerzett pontot. A szingapúri időmérőn 8. helyezést ért el, viszont a versenyen nem tudott elindulni az első körben, hiszen leállt az autója. Majd egy körrel később újraindult a boxutcából. A 19. helyről felküzdötte magát a 8. helyre, ekkor 9. helyen a csapattársa állt. Az utolsó előtti körben a vörös bikák csapata ráparancsolt, hogy engedje el Carlos Sainz Jr.-t, de ő ezt elutasította. Végül megtartotta a 8. helyét, így négy pontot szerzett, mögötte pedig a csapattársa futott be.

### Red Bull Racing (2016–)
2016. május 5-én, a 2016-os orosz Nagydíj után jelentette be a Red Bull Racing, hogy Max Danyiil Kvjat helyét fogja átvenni a csapatban a 2016-os spanyol nagydíjtól kezdve. A csapatigazgató Christian Horner szerint, ,,Max bebizonyította, hogy rendkívüli tehetsége van. A teljesítménye a Toro Rossonál eddig elképesztő, megtisztelő, hogy lehetőséget adjunk neki a Red Bull Racing csapatban."
Kapcsolata jól indult az energiaital gyárosokkal, ugyanis első nagydíját a csapattal megnyerte, de ehhez az is kellett, hogy mindkét Mercedes kiessen a futam elején.
A brazil nagydíjon nagy előzéssel maga mögé utasította Nico Rosberget, majd miután megcsúszott, csapata újból a bokszba hívta. Ezután további előzéseket mutatva Valtteri Bottast, csapattársát Daniel Ricciardót, Esteban Ocont, Nico Hülkenberget, volt csapattársát Carlos Sainz Jr-t is maga mögé utasította. Sebastian Vettel megelőzésénél a versenyen először és utoljára használta a rövid ívet. A nagydíj vége előtt három körrel utolérte az addigi harmadik helyezettet, Sergio Pérezt, így végül harmadiknak futott be.

#### 2017
A 2017-es szezon első 14 futamán Maxnak hétszer kellett kiállnia a versenyből ezek közül háromszor mechanikai probléma miatt, háromszor pedig már az első körben kiesett. Amelyik versenyeit sikerült befejeznie, harmadik helyen végzett a kínai nagydíjon, a másik öt versenyen pedig az első ötben mindig ott volt.
A maláj nagydíjat megnyerte, ez volt a második futamgyőzelme a Formula–1-ben, pár nappal 20.-ik születésnapja után. A következő, japán nagydíjon második lett, aztán az amerikai versenyt harmadikként fejezte be, de a negyedik helyet kapta, mivel a versenybírák illegálisnak ítélték az utolsó körös előzését. Harmadik futamgyőzelmét Mexikóban ünnepelte.

#### 2018
A szezon első hat versenyén Verstappen mindig belekerült legalább egy incidensbe. Az ausztrál nagydíjon negyedik helyen végzett az időmérőn, de a versenyen a rajt után Kevin Magnussen mögött ragadt. Próbálkozásai közben, hogy visszaszerezze a pozíciót, többször kiment a pályáról, így megsebesítve autóját, egyszer meg is forgott. A versenyt a hatodik helyen fejezte be. A következő, bahreini nagydíjon az időmérőn karambolozott, a versenyen a 15. helyről indulhatott. Az első köre a versenyen jól sikerült, felküzdötte magát a pontszerző helyekre, Lewis Hamilton mögé. A címvédő világbajnokot megpróbálta megelőzni, a második kör elején, de összeértek, ezzel Verstappen defektet kapott, ami egy felfüggesztés problémához vezetett, emiatt ki kellett állnia a versenyből.
Kínában ötödikként kvalifikált és a harmadik helyet szerezte meg a verseny elején. Egy kerékcsere után megpróbálta megelőzni Sebastian Vettelt, de Max összeütközött vele, ezzel a nyolcadik helyre visszaesve és szerezve egy 10 másodperces büntetést. A verseny végére a negyedik helyre küzdötte fel magát, de a büntetése miatt az ötödik helyet tudhatta magáénak. Csapattársa, Daniel Ricciardo megnyerte a versenyt. Azerbajdzsánban Verstappen hosszú csatát folytatott csapattársával a negyedik helyért. A többszöri pozícióváltás után Ricciardo belement Max autójának a hátuljába, mindkét autó kiesett a versenyből. Mindkét versenyzőt hibáztatta a csapat és megrovást is kaptak a versenyigazgatóktól.
A monacói nagydíjon Verstappen a harmadik szabadedzés végén hibát ejtett és karambolozott majdnem ott, ahol két évvel ezelőtt. A mérnökök nem tudták megszerelni az autóját az időmérőre, ezért Max a rajtrács utolsó helyéről indult. A versenyen 2 pontot szerzett.
Kanadában mindhárom szabadedzésen az első lett, az időmérőn harmadik lett. A versenyen harmadik lett és a leggyorsabb kört is ő állította fel. A francia nagydíjon második lett. Az osztrák nagydíjon negyedikként kezdte a versenyt, amit aztán meg is nyert. A brit nagydíjon nem fejezte be a versenyt egy fékprobléma miatt. Németországban negyedikként végzett, stratégiai hibák miatt. Verstappen az első félévet szorosan a csapattársa mögött végezte a tabellán.
Verstappen a versenyév második felében sok eredményt szerzett. Pódiumon végzett Belgiumban, Szingapúrban, Japánban és az Egyesült Államokban. Mexikóban megszerezte Formula–1-es karrierje ötödik győzelmét. Majdnem megnyerte a brazil nagydíjat, de összeütközött Esteban Oconnal, akit lekörözött. Ocon 10 másodperces büntetést kapott. Abu-Dzabiban harmadikként végzett.
A szezont Verstappen a negyedik helyen végezte a tabellán 249 ponttal, két győzelemmel, tizenegy pódiummal és kettő leggyorsabb körrel.

#### 2019
A 2019-es szezonban a Red Bull lecserélte a Renault motorokat. A Honda motorok sokkal megbízhatóbbak és sokkal erősebbek voltak az előző években használt Renault hajtóműveknél. A Hungaroringen Verstappen megszerezte első pole pozícióját 1:14,572-es idővel. A versenyen azonban Hamilton két kiállásos stratégiával el tudta vinni előle a győzelmet. Az előző évhez hasonlóan most is megnyerte az osztrák nagydíjat. A verseny után csapatfőnöke, Christian Horner úgy nyilatkozott, hogy a hollandot tartja a világ legjobb autóversenyzőjének, amit YouTube-csatornáján a 2016-os év világbajnoka, Nico Rosberg is megerősített. A futamot Niki Lauda emlékének szentelték, mert 70 évesen, néhány nappal azelőtt halt meg egy svájci kórházban. A német nagydíjat is megnyerte, a Mercedes sorozatos hibáinak köszönhetően. A brazil nagydíjon szintén az első rajtkockát szerezte meg 1:07,508-as idővel, a versenyt pedig meg is nyerte. Az évben hatszor állt dobogóra, kétszer kiesett és a többi versenyen pontot szerzett. Csapattársát már a szezon közben (a Hungaroringen futotta utolsó versenyét a csapat színeiben) menesztették a csapattól, helyét pedig Alex Albon "örökölte meg". Ebben az évben az egyéni VB-n már a harmadik helyet szerezte meg, 278 ponttal.

#### 2020
A Formula–1 70. szezonja nem a legjobb éve volt. Ráadásul a koronavírus-járvány miatt csak júniusban rajtolhatott el a bajnokság, a Ausztriában. Az osztrák nagydíjon műszaki hiba miatt fel kellett adnia a versenyt.
Az év legjelentősebb nagydíját, a 70. évforduló nagydíjat egy Hamiltonéra időzített boxkiállással nyerte meg, az addigi hatszoros világbajnok hazájában, Silverstone-ban.
Sok versenyen ért el második helyet, legtöbbször Hamilton mögött. Az év utolsó futamán, az abu-dzabi nagydíjon az évben először pole-pozícióból rajtolhatott, a versenyen pedig rajt-cél győzelmet szerzett. Ezenkívül kilencszer lett dobogós, ötször kiesett, és csak a török nagydíjon szerzett úgy pontot, hogy nem állt a dobogóra. A pontversenyben Bottasszal harcolt a második helyért, de a Mercedes finnje bizonyult jobbnak.

#### 2021
Karrierje során először világbajnoki címet szerzett, és ezzel a sportág történetének első holland világbajnoka lett. A szezon során 10 futamot nyert meg. Verstappen és Hamilton a szezonzáró abu-dzabi nagydíj előtt pontegyenlőséggel állt. A futamot Verstappen kezdhette az élről, azonban a rajtot követően a mellőle induló Hamilton megelőzte, és bár a holland megpróbálta visszaelőzni riválisát, de miután az előzési manőver közben kissé leterelte a britet a pályáról, vissza kellett adnia a pozícióját. Verstappen több mint tíz másodperces hátrányban volt Hamilton mögött, amikor az 54. körben Latifi csapta a falnak autóját, emiatt pedig pályára küldték a biztonsági autót, Hamilton előnye pedig eltűnt Verstappennel szemben. A versenyirányítás több körön át ellentétes információt adott ki a csapatoknak arról, hogy a pálya feltakarítása után újraindítják e a versenyt, illetve hogy a szabályoknak megfelelően a lekörözött versenyzők visszavehetik e a körüket, vagy biztonsági okokból ettől ezúttal eltekintenek. Utóbbi szituáció Hamiltont segítette volna, aki a használt kemény abroncsokon állt az élen a friss lágyakon lévő Verstappen előtt, úgy hogy kettőjük közt több lekörözött versenyző is körözött a pályán. Végül Michael Masi versenyigazgató egy körrel a futam vége előtt döntött az újraindításról, illetve arról, hogy a lekörözött versenyzők megelőzhetik a biztonsági autót és visszavehetik köreiket. Az újraindítást követően Verstappen előbb egy agresszív manőverrel, majd egy ugyanilyen, de szabályos védekezéssel kihasználta a gumielőnyét Hamiltonnal szemben, így az utolsó pillanatokban állt az élre, és előzte ezzel meg riválisát, megszerezve pályafutása első világbajnoki címét. A Mercedes a futamot követően két eset miatt óvást nyújtott be. Az egyikben szerintük Verstappen a biztonsági autó mögött Hamiltont megelőzte. A másikban kifogásolták a versenyigazgató azon döntését, hogy csak a Verstappen és Hamilton közötti lekörözött versenyzők vehették vissza a körüket, és a biztonsági autó ennek a körnek a végén távozott a pályáról. Az óvásokat elutasították, de a Mercedes jelezte fellebbezési szándékát. 2021. december 16-án a Mercedes úgy döntött, hogy a sport érdekeit szem előtt tartva nem fellebbez, így hivatalossá vált Verstappen világbajnoki címe.

#### 2022
2022 márciusában Verstappen ötéves szerződéshosszabbítást írt alá a Red Bull Racing csapatával a 2023–2028-as szezonra vonatkozóan.
Verstappen az első három futamon kétszer kiesett, így az ausztrál nagydíj után már 46 ponttal maradt le a világbajnokságot vezető Charles Leclerc mögött. Ezután hat futamból ötöt megnyert, eközben átvette a világbajnokság vezetését. A francia nagydíjtól kezdődően újabb négy futamot nyert meg egymás után, köztük a belga nagydíjat. A szezonban rekordot jelentő 15 futamgyőzelmet aratott. Október 9-én a japán nagydíjon megnyerte a 2022-es Formula–1 világbajnokságot.

#### 2023
2023 a valaha volt egyik legnagyobb dominanciát hozó bajnokság volt. Verstappen és a Red Bull Racing egy futamot leszámítva - amit Carlos Sainz Jr. nyert meg - mindig elsőként szelték át a célvonalat.
Csapattársa, Sergio Pérez 2, míg Verstappen rekordmennyiségű, 19 futamgyőzelmet aratott, melyből tizet zsinórban egymás után tett meg.

#### 2024
2024 eleinte rengeteg sikert hozott a holland számára: az első 7 futamból 5-öt megnyert, ebből az egyiket (ausztrál nagydíj) motorhiba miatt kellett feladnia. A továbbiakban megnyerte még a kanadai és spanyol nagydíjat. A Red Bull formája viszont az elkövetkezendő futamokban visszaesett, nem tudott győzelmet szerezni 10 futamon keresztül, a magyar nagydíjon pedig híressé vált kiakadása csapata stratégái felé. A brazil nagydíjig kellett várni következő győzelméig, melyet a rajtrács 17. helyéről rajtolva szerzett meg, 19 másodperces előnnyel. Az utolsó három futamon megszerezte negyedik címét és egy újabb domináns győzelmet Katarban. 

## Eredményei
| Díjak                                                | Év              | Forr.  |
| ---------------------------------------------------- | --------------- | ------ |
| NOC*NSF Young Talent Díj                             | 2014            | [ 49 ] |
| FIA Action Of The Year                               | 2014-2016, 2019 | [ 50 ] |
| FIA Personality Of The Year                          | 2015-2017       | [ 51 ] |
| FIA Rookie Of The Year                               | 2015            | [ 52 ] |
| Lorenzo Bandini Trófea                               | 2016            | [ 53 ] |
| Az év holland sportolója                             | 2016, 2021      | [ 54 ] |
| Autosport International Racing Driver of the Year    | 2021            | [ 55 ] |
| Laureus World Sports Award for Sportsman of the Year | 2022            | [ 56 ] |

### Gokartozó karrier eredménysorozata
| Szezon  | Széria                                          | Csapat                  | Helyezés |
| ------- | ----------------------------------------------- | ----------------------- | -------- |
| 2005    | Holland N.A.B. Bajnokság – Mini Junior          |                         | 16.      |
| 2005    | Limburgi gokart bajnokság                       |                         | 2.       |
| 2006    | Rotax Max Challenge Belgium – Mini Max          | Verstappen Racing       | 1.       |
| 2007    | Chrono Holland Max Challenge – Mini Max         |                         | 35.      |
| 2007    | Holland Bajnokság – Rotax Max Mini Max          |                         | 1.       |
| 2007    | Rotax Max Challenge Belgium National – Mini Max |                         | 1.       |
| 2007    | Rotax Max Challenge Belgium – Mini Max          | Jos Verstappen          | 1.       |
| 2008    | VAS Bajnokság – Mini                            |                         | NI       |
| 2008    | Belga Bajnokság – Kadét                         | Jos Verstappen          | 1.       |
| 2008    | Rotax Max Challenge Belgium – Mini Max          | Jos Verstappen          | 1.       |
| 2008    | BNL Gokart Széria – Mini Max                    | Verstappen Racing       | 1.       |
| 2009    | VAS Bajnokság – Rotax Mini Max                  |                         | 1.       |
| 2009    | Belga Bajnokság – KF5                           | Pex Racing Team         | 1.       |
| 2009    | BNL Gokart Széria – Mini Max                    | Pex Racing Team         | 1.       |
| 2010    | Déli Garda Téli Kupa – KF3                      | CRG SpA                 | 2.       |
| 2010    | WSK Euro Széria – KF3                           | CRG SpA                 | 1.       |
| 2010    | CIK-FIA Európai Bajnokság – KF3                 | CRG SpA                 | 5.       |
| 2010    | CIK-FIA Világbajnokság – KF3                    | CRG SpA                 | 2.       |
| 2010    | Bridgestone Kupa Európai Döntő – KF3            | CRG SpA                 | 1.       |
| 2010    | WSK World Széria – KF3                          | CRG SpA                 | 1.       |
| 2010    | WSK Nemzetek Kupája – KF3                       | CRG SpA                 | 1.       |
| 2011    | Déli Garda Téli Kupa – KF3                      | CRG                     | 2.       |
| 2011    | WSK Mester Széria – KF3                         | CRG                     | 19.      |
| 2011    | Észak európai Trófea – KF3                      | CRG                     | DNF      |
| 2011    | CIK-FIA Európai Bajnokság – KF3                 | CRG                     | NI       |
| 2011    | WSK Euro Széria – KF3                           | CRG                     | 1.       |
| 2011    | CIK-FIA Világkupa                               | CRG                     | 29.      |
| 2012    | Déli Gárda Téli Kupa – KF2                      | Interpid Driver Program | 1.       |
| 2012    | BNL Gokart széria – KZ2                         | Interpid Driver Program | 10.      |
| 2012    | WSK Mester Széria – KF2                         | Interpid Driver Program | 1.       |
| 2012    | CIK-FIA Európai Bajnokság – KF2                 | Interpid Driver Program | 10.      |
| 2012    | WSK Euro Széria – KF2                           | Interpid Driver Program | 6.       |
| 2012    | Német Gokart Bajnokság – KZ2                    | Interpid Driver Program | 81.      |
| 2012    | CIK-FIA Világkupa – KZ2                         | Interpid Driver Program | 33.      |
| 2012    | CIK-FIA Világkupa – KF2                         | Interpid Driver Program | 2.       |
| 2012    | CIK-FIA Világbajnokság – KF1                    | Interpid Driver Program | 8.       |
| 2012    | SKUSA SuperNationals – KZ2                      | PSL Karting             | 21.      |
| 2013    | Déli Garda Téli Kupa – KF2                      | CRG                     | 1.       |
| 2013    | Rotax Max Euro Challenge – Senior               | CRG                     | 32.      |
| 2013    | WSK Euro Széria – KZ1                           | CRG                     | 1.       |
| 2013    | WSK Mester Széria – KZ2                         | CRG                     | 1.       |
| 2013    | CIK-FIA Európai Bajnokság – KF                  | CRG                     | 1.       |
| 2013    | CIK-FIA Európai Bajnokság – KZ                  | CRG                     | 1.       |
| 2013    | CIK-FIA Világbajnokság – KF                     | CRG                     | 3.       |
| 2013    | CIK-FIA Világbajnokság – KZ                     | CRG                     | 1.       |
| Forrás: |                                                 |                         |          |

### Teljes Formula–3 Európa-bajnokság eredménysorozata
(Táblázat értelmezése)

(Félkövér: pole-pozícióból indult; dőlt: leggyorsabb kört futott) 

| Év   | Csapat                | 1        | 2       | 3       | 4        | 5        | 6       | 7       | 8        | 9        | 10       | 11       | 12      | 13    | 14      | 15      | 16    | 17      | 18      | 19      | 20       | 21      | 22      | 23      | 24       | 25    | 26       | 27    | 28       | 29    | 30      | 31    | 32      | 33      | Helyezés | Pont |
| ---- | --------------------- | -------- | ------- | ------- | -------- | -------- | ------- | ------- | -------- | -------- | -------- | -------- | ------- | ----- | ------- | ------- | ----- | ------- | ------- | ------- | -------- | ------- | ------- | ------- | -------- | ----- | -------- | ----- | -------- | ----- | ------- | ----- | ------- | ------- | -------- | ---- |
| 2014 | Van Amersfoort Racing | SIL 1 Ki | SIL 2 5 | SIL 3 2 | HOC 1 Ki | HOC 2 Ni | HOC 3 1 | PAU 1 3 | PAU 2 Ki | PAU 3 Ki | HUN 1 Ki | HUN 2 16 | HUN 3 4 | SPA 1 | SPA 2 1 | SPA 3 1 | NOR 1 | NOR 2 1 | NOR 3 1 | MSC 1 3 | MSC 2 Ki | MSC 3 2 | RBR 1 5 | RBR 2 4 | RBR 3 12 | NÜR 1 | NÜR 2 Ki | NÜR 3 | IMO 1 Ki | IMO 2 | IMO 3 1 | HOC 1 | HOC 2 5 | HOC 3 6 | 3.       | 411  |

### Teljes Formula–1-es eredménysorozata
(Táblázat értelmezése)

(Félkövér: pole-pozícióból indult; dőlt: leggyorsabb kört futott) 

| Év   | Csapat     | 1       | 2      | 3       | 4      | 5      | 6       | 7      | 8      | 9      | 10      | 11     | 12     | 13     | 14     | 15     | 16     | 17     | 18     | 19     | 20    | 21    | 22    | 23    | 24    | Helyezés | Pont  |
| ---- | ---------- | ------- | ------ | ------- | ------ | ------ | ------- | ------ | ------ | ------ | ------- | ------ | ------ | ------ | ------ | ------ | ------ | ------ | ------ | ------ | ----- | ----- | ----- | ----- | ----- | -------- | ----- |
| 2014 | Toro Rosso | AUS     | MAL    | BHR     | CHN    | ESP    | MON     | CAN    | AUT    | GBR    | GER     | HUN    | BEL    | ITA    | SIN    | JPN Tp | RUS    | USA Tp | BRA Tp | UAE    |       |       |       |       |       | —        | —     |
| 2015 | Toro Rosso | AUS Ki  | MAL 7  | CHN 17† | BHR Ki | ESP 11 | MON Ki  | CAN 15 | AUT 8  | GBR Ki | HUN 4   | BEL 8  | ITA 12 | SIN 8  | JPN 9  | RUS 10 | USA 4  | MEX 9  | BRA 9  | UAE 16 |       |       |       |       |       | 12.      | 49    |
| 2016 | Toro Rosso | AUS 10  | BHR 6  | CHN 8   | RUS Ki |        |         |        |        |        |         |        |        |        |        |        |        |        |        |        |       |       |       |       |       | 5.       | 204   |
| 2016 | Red Bull   |         |        |         |        | ESP 1  | MON Ki  | CAN 4  | EUR 8  | AUT 2  | GBR 2   | HUN 5  | GER 3  | BEL 11 | ITA 7  | SIN 6  | MAL 2  | JPN 2  | USA Ki | MEX 4  | BRA 3 | UAE 4 |       |       |       | 5.       | 204   |
| 2017 | Red Bull   | AUS 5   | CHN 3  | BHR Ki  | RUS 5  | ESP Ki | MON 5   | CAN Ki | AZE Ki | AUT Ki | GBR 4   | HUN 5  | BEL Ki | ITA 10 | SIN Ki | MAL 1  | JPN 2  | USA 4  | MEX 1  | BRA 5  | UAE 5 |       |       |       |       | 6.       | 168   |
| 2018 | Red Bull   | AUS 6   | BHR Ki | CHN 5   | AZE Ki | ESP 3  | MON 9   | CAN 3  | FRA 2  | AUT 1  | GBR 15† | GER 4  | HUN Ki | BEL 3  | ITA 5  | SIN 2  | RUS 5  | JPN 3  | USA 2  | MEX 1  | BRA 2 | UAE 3 |       |       |       | 4.       | 249   |
| 2019 | Red Bull   | AUS 3   | BHR 4  | CHN 4   | AZE 4  | ESP 3  | MON 4   | CAN 5  | FRA 4  | AUT 1  | GBR 5   | GER 1  | HUN 2  | BEL Ki | ITA 8  | SIN 3  | RUS 4  | JPN Ki | MEX 6  | USA 3  | BRA 1 | UAE 2 |       |       |       | 3.       | 278   |
| 2020 | Red Bull   | AUT Ki  | STY 3  | HUN 2   | GBR 2  | 70 1   | ESP 2   | BEL 3  | ITA Ki | TOS Ki | RUS 2   | EIF 2  | POR 3  | EMI Ki | TUR 6  | BHR 2  | SAK Ki | UAE 1  |        |        |       |       |       |       |       | 3.       | 214   |
| 2021 | Red Bull   | BHR 2   | EMI 1  | POR 2   | ESP 2  | MON 1  | AZE 18† | FRA 1  | STY 1  | AUT 1  | GBR Ki  | HUN 9  | BEL 1‡ | NED 1  | ITA Ki | RUS 2  | TUR 2  | USA 1  | MEX 1  | BRA 2  | QAT 2 | SAU 2 | UAE 1 |       |       | 1.       | 395,5 |
| 2022 | Red Bull   | BHR 19† | SAU 1  | AUS Ki  | EMI 1  | MIA 1  | ESP 1   | MON 3  | AZE 1  | CAN 1  | GBR 7   | AUT 2  | FRA 1  | HUN 1  | BEL 1  | NED 1  | ITA 1  | SIN 7  | JPN 1  | USA 1  | MEX 1 | BRA 6 | UAE 1 |       |       | 1.       | 454   |
| 2023 | Red Bull   | BHR 1   | SAU 2  | AUS 1   | AZE 2  | MIA 1  | MON 1   | ESP 1  | CAN 1  | AUT 1  | GBR 1   | HUN 1  | BEL 1  | NED 1  | ITA 1  | SIN 5  | JPN 1  | QAT 1  | USA 1  | MEX 1  | BRA 1 | LVS 1 | UAE 1 |       |       | 1.       | 575   |
| 2024 | Red Bull   | BHR 1   | SAU 1  | AUS Ki  | JPN 1  | CHN 1  | MIA 2   | EMI 1  | MON 6  | CAN 1  | ESP 1   | AUT 5  | GBR 2  | HUN 5  | BEL 4  | NED 2  | ITA 6  | AZE 5  | SIN 2  | USA 3  | MEX 6 | BRA 1 | LVS 5 | QAT 1 | UAE 6 | 1.       | 437   |
| 2025 | Red Bull   | AUS 2   | CHN 4  | JPN 1   | BHR 6  | SAU 2  | MIA 4   | EMI 1  | MON 4  | ESP 10 | CAN 2   | AUT Ki | GBR 5  | BEL 4  | HUN 9  | NED    | ITA    | AZE    | SIN    | USA    | MEX   | BRA   | LVS   | QAT   | UAE   | 3.*      | 187*  |

* A szezon jelenleg is zajlik.
† A versenyt nem fejezte be, de helyezését értékelték, mert a versenytáv több, mint 90%-át teljesítette.
‡ A versenyt félbeszakították, és mivel nem teljesítették a táv 75%-át, így a győzelemért járó pontoknak csak a felét kapta meg.

### Győzelmei a Formula-1-ben
| Év   | Nagydíj                  | Verseny | Csapat   |
| ---- | ------------------------ | ------- | -------- |
| 2016 | spanyol nagydíj          | 24.     | Red Bull |
| 2017 | maláj nagydíj            | 55.     | Red Bull |
| 2017 | mexikói nagydíj          | 58.     | Red Bull |
| 2018 | osztrák nagydíj          | 69.     | Red Bull |
| 2018 | mexikói nagydíj          | 79.     | Red Bull |
| 2019 | osztrák nagydíj          | 90.     | Red Bull |
| 2019 | német nagydíj            | 92.     | Red Bull |
| 2019 | brazil nagydíj           | 101.    | Red Bull |
| 2020 | 70. évforduló nagydíj    | 107.    | Red Bull |
| 2020 | abu-dzabi nagydíj        | 119.    | Red Bull |
| 2021 | emilia romagnai nagydíj  | 121.    | Red Bull |
| 2021 | monacói nagydíj          | 124.    | Red Bull |
| 2021 | francia nagdíj           | 126.    | Red Bull |
| 2021 | stájer nagydíj           | 127.    | Red Bull |
| 2021 | osztrák nagydíj          | 128.    | Red Bull |
| 2021 | belga nagydíj            | 131.    | Red Bull |
| 2021 | holland nagydíj          | 132.    | Red Bull |
| 2021 | amerikai nagydíj         | 136.    | Red Bull |
| 2021 | mexikóvárosi nagydíj     | 137.    | Red Bull |
| 2021 | abu-dzabi nagydíj        | 141.    | Red Bull |
| 2022 | szaúd-arábiai nagydíj    | 143.    | Red Bull |
| 2022 | emilia romagnai nagydíj  | 145.    | Red Bull |
| 2022 | miami nagydíj            | 146.    | Red Bull |
| 2022 | spanyol nagydíj          | 147.    | Red Bull |
| 2022 | azeri nagydíj            | 149.    | Red Bull |
| 2022 | kanadai nagydíj          | 150.    | Red Bull |
| 2022 | francia nagydíj          | 153.    | Red Bull |
| 2022 | magyar nagydíj           | 154.    | Red Bull |
| 2022 | belga nagydíj            | 155.    | Red Bull |
| 2022 | holland nagydíj          | 156.    | Red Bull |
| 2022 | olasz nagydíj            | 157.    | Red Bull |
| 2022 | japán nagydíj            | 159.    | Red Bull |
| 2022 | amerikai nagydíj         | 160.    | Red Bull |
| 2022 | mexikóvárosi nagydíj     | 161.    | Red Bull |
| 2022 | abu-dzabi nagydíj        | 163.    | Red Bull |
| 2023 | bahrein nagydíj          | 164.    | Red Bull |
| 2023 | ausztrál nagydíj         | 166.    | Red Bull |
| 2023 | miami nagydíj            | 168.    | Red Bull |
| 2023 | monacói nagydíj          | 169.    | Red Bull |
| 2023 | spanyol nagydíj          | 170.    | Red Bull |
| 2023 | kanadai nagydíj          | 171.    | Red Bull |
| 2023 | osztrák nagydíj          | 172.    | Red Bull |
| 2023 | brit nagydíj             | 173.    | Red Bull |
| 2023 | magyar nagydíj           | 174.    | Red Bull |
| 2023 | belga nagydíj            | 175.    | Red Bull |
| 2023 | holland nagydíj          | 176.    | Red Bull |
| 2023 | olasz nagydíj            | 177.    | Red Bull |
| 2023 | japán nagydíj            | 179.    | Red Bull |
| 2023 | katari nagydíj           | 180.    | Red Bull |
| 2023 | amerikai nagydíj         | 181.    | Red Bull |
| 2023 | mexikóvárosi nagydíj     | 182.    | Red Bull |
| 2023 | São Paulo-i nagydíj      | 183.    | Red Bull |
| 2023 | Las Vegas-i nagydíj      | 184.    | Red Bull |
| 2023 | abu-dzabi nagydíj        | 185.    | Red Bull |
| 2024 | bahreini nagydíj         | 186.    | Red Bull |
| 2024 | szaúd-arábiai nagydíj    | 187.    | Red Bull |
| 2024 | japán nagydíj            | 189.    | Red Bull |
| 2024 | kínai nagydíj            | 190.    | Red Bull |
| 2024 | emilia romagnai nagydíj  | 192.    | Red Bull |
| 2024 | kanadai nagydíj          | 194.    | Red Bull |
| 2024 | spanyol nagydíj          | 195.    | Red Bull |
| 2024 | São Paulo-i nagydíj      | 206.    | Red Bull |
| 2024 | katari nagydíj           | 208.    | Red Bull |
| 2025 | japán nagydíj            | 212.    | Red Bull |
| 2025 | emillia romagnai nagydíj | 216.    | Red Bull |